# John Gotti

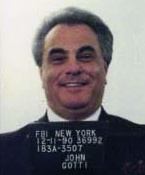
John Gotti

John Joseph Gotti, Jr. (n. 27 octombrie 1940 în The Bronx, New York, SUA - d. 10 iunie 2002 în Springfield, Missouri, SUA) a fost șeful familiei mafiote Gambino, după asasinarea precedentului șef Paul Castellano. John Gotti a fost cel mai puternic șef mafiot al perioadei sale. 
Era cunoscut presei ca "the teflon don", deoarece acuzațiile pentru care era judecat păreau să „nu se lipească de el”, după ce a fost achitat de trei ori la rând.
În 1992, Gotti a fost condamnat pentru 6 crime, obstrucție în fața justiției, conspirație de a comite crimă, pariuri ilegale, extorcare de fonduri și evaziune fiscală, primind pedeapsa de închisoare pe viață, unde a murit 10 ani mai târziu de cancer.